# Otto Gerlić
Otto Gerlić (1948.), hrvatski boksač i boksački trener iz Pule. 
Bio je boksač od 1969. do 1980. godine, a boksački trener od 1981. do 1984. godine. Višestruki je hrvatski prvak. Bio je trener u boksačkom klubu Pula. Šest je puta osvojio naslov prvaka Hrvatske. Gerlić je također bio doprvak Jugoslavije. Sparing partner svom klupskom kolegi, najboljem hrvatskom boksaču svih vremena Mati Parlovu. Gerlić je bio Matin prijatelj te ga je na sprovodu Mati Parlovu dopala čast nositi Matinu sliku na čelu pogrebne povorke.